# Кубок Норвегии по футболу 1907
Кубок Норвегии по футболу 1907 (норв. Norgesmesterskapet i fotball for menn 1907) — 6-й розыгрыш Кубка Норвегии по футболу. Турнир проводился в сентября 1907 года. Участие в турнире принимали чемпионы местных ассоциаций 1907 года, за исключением Кристиании, где был проведен отдельный квалификационный турнир для кубка. «Меркантиле» стал обладателем кубка.

## Полуфинал
| Команда 1        | Результат | Команда 2  |
| ---------------- | --------- | ---------- |
| 21 сентября 1907 |           |            |
| Одд              | 0:1       | Меркантиле |
| Сарпсборг        | т.п.      | Эйдсвольд  |

- «Эйдсвольд» получила техническое поражение из-за неявки на матч.

## Финал
По решению Норвежской футбольной ассоциация в финале против Меркантиле сыграл Сарпсборг.
| Меркантиле                          | 3:0     | Сарпсборг |
| ----------------------------------- | ------- | --------- |
| Бён 14′ · Гёльме 65′ · Эндреруд 88′ | (отчёт) |           |

| Меркантиле: |  |                         |
|             |  |                         |
| Вр          |  | Сверре Ли               |
| Защ         |  | Маккен Видерё Аас       |
| Защ         |  | Эйнар Фрис Баастад      |
| ПЗ          |  | Вильгельм Брекке        |
| ПЗ          |  | Сверре Эриксен          |
| ПЗ          |  | Харальд Йохансен        |
| НП          |  | Оскар Гундерсен         |
| НП          |  | Ханс Эндреруд           |
| НП          |  | Карл Фрёлих Ханссен (к) |
| НП          |  | Минотти Бён             |
| НП          |  | Андреас Гёльме          |

| Сарпсборг: |  |                          |
|            |  |                          |
| Вр         |  | Оле Андерсен             |
| Защ        |  | Кристиан Берг            |
| Защ        |  | Оскар Ольсен             |
| ПЗ         |  | Карл Йохансен            |
| ПЗ         |  | Херберт Скотт            |
| ПЗ         |  | Эйнар Анвик              |
| НП         |  | Хью Уильям Кеннуорси (к) |
| НП         |  | Матеус Халворсен         |
| НП         |  | Тригве Йёльстад          |
| НП         |  | Ханс Сланг               |
| НП         |  | Эрлинг Дюэ               |